# Véhicule décarboné
 (novembre 2022).
Si vous disposez d'ouvrages ou d'articles de référence ou si vous connaissez des sites web de qualité traitant du thème abordé ici, merci de compléter l'article en donnant les références utiles à sa vérifiabilité et en les liant à la section « Notes et références ».
Un véhicule décarboné est un véhicule (parfois à l'état de projets ou de prototypes) conçu pour émettre le moins possible de dioxyde de carbone ou de gaz à effet de serre. À ce titre, il se rapproche du véhicule propre.
Ce terme est parfois considéré comme abusif, car aucun véhicule n'est entièrement décarboné sur son l'ensemble de son cycle de vie. Il semble essentiellement appliqué à l'automobile, mais il reprend des concepts antérieurement développés pour les transports en commun. Il inscrit les transports dans un objectif d'économie décarbonée.

## Définition, vocabulaire
La définition du véhicule décarboné est encore floue, l'expression désignant à la fois des véhicules tout-électrique, des véhicules hybrides rechargeables et des véhicules à pile à combustible (fonctionnant par exemple à l'hydrogène et n'émettant donc pas directement de CO2). 

### Vocabulaire abusif?
Le terme « décarboné » est parfois considéré comme ambigu voire abusif car. Il est appliqué à des automobiles dont le moteur n'émet pas de CO2, mais dont la construction et le fonctionnement restent directement ou indirectement émetteurs de CO2 et d'autres gaz à effet de serre. La plupart des véhicules décarbonés consomment en effet de l'électricité, de l'hydrogène ou des agrocarburants, dont la production et le transport ne sont que partiellement décarbonés. De même, ne sont pas prises en compte les émissions dues à la construction, l'entretien et le fonctionnement des réseaux de routes, autoroutes, parkings, etc.. Enfin, alors que l'accent est mis sur le CO2, celui-ci n'est pas le seul polluant automobile, ni le seul gaz à effet de serre.
C'est donc principalement la motorisation qui est « décarbonée », et uniquement dans sa phase de fonctionnement. Si l'écoconception semble de plus en plus intégrée par certains constructeurs[réf. nécessaire], Fabrice Lemoine, coordinateur de programme au CNRS, considère que « décarboner l’industrie est incontournable afin de réduire l’impact climatique de ce secteur ». Cependant, « une décarbonation totale de l'industrie est impossible » car le carbone est un composé essentiel en chimie : il entre dans la chaîne de fabrication de l’ammoniac présent dans les engrais et dans celle de l’acier et est rejeté (aussi sous forme de CO2) lors de la fabrication du ciment au cœur des infrastructures.

## Marché
Les véhicules décarbonés forment un marché potentiel ou émergent encore mal cerné, fortement concurrentiel, mais où des programmes scientifiques transversaux existent.
Les premières mises sur le marché mondial et européen sont annoncées en 2010[réf. nécessaire].
Le marché serait en Europe en 2020 de 20 à 50 milliards d'euros, avec en France jusqu’à 15 % du parc automobile français en 2020. La France pourrait par des appels d’offres publics et privés favoriser des achats groupés de 100 000 véhicules de 2009 à 2015.

## Prospective
Les États-Unis et le Japon financent également fortement la filière hydrogène et la pile à hydrogène dans ce cadre.
De nombreux axes de développement sont évoqués ou étudiés dans le monde, dont :
- véhicule intelligent intégrant des automatismes et une assistance électronique et informatique optimisant les consommations, les trajets, la vitesse, la recharge des batteries, etc. ;
- le réseau électrique lui-même pouvant être conçu pour s'adapter à la demande (réseau électrique intelligent) ;
- alimentation photovoltaïque embarquée, ou fournie par des modules photovoltaïques posés sur les bâtiments (garages...), murs antibruit, avec dans le futur une recharge possible des batteries par induction (c'est-à-dire sans fil ni connexions, et éventuellement en roulant).

Cependant, les difficultés de développement de la domotique annoncée depuis plus de 20 ans dans toutes les maisons, invitent à la prudence quant au développement de perspectives similaires dans le domaine des véhicules individuels.
Le véhicule partagé, le covoiturage, l'intermodalité assistée sont des voies complémentaires qui pourraient à terme encourager le véhicule individuel - même sûr, propre et sobre - que là où il est nécessaire et quand il l'est (aujourd'hui la plupart des véhicules ne servent qu'une faible partie de leur "temps de vie", occupant inutilement et coûteusement l'espace public et privé).

## En France
Le véhicule décarboné figure parmi les filières vertes prioritaires identifiées par le Commissariat général au développement durable. Ce rapport considérant aussi le besoin de développer les sources propres d'électricité, mais aussi une filière verte de production de batteries moins polluantes et plus légères et/ou une filière de bio- (ou agro-) carburants de 3e génération.
En France, conformément à la stratégie européenne, les politiques publiques soutiennent le secteur de l'automobile tout en l'invitant à se préparer à la raréfaction du pétrole et à la nécessité du facteur 4, en imposant progressivement des normes maximales d’émissions de CO2 et d'autres polluants, mais aussi en soutenant à la fois l'offre et la demande de véhicules dits « propres » (par la fiscalité et les subventions). Ce rapport propose un marché de l’« automobile propre » en place d’ici 2012 ; un cadre juridique favorable, avant la fin 2010 ; 100 000 véhicules décarbonés produits d’ici 2014.
Selon ses auteurs, la France bénéficie pour cela de bonnes conditions : une électricité d'origine nucléaire, très peu émettrice de CO2 et moins chère que la plupart des autres types de production ; des savoirs et savoir-faire industriels représentés dans presque toute la chaîne de valeur (constructeurs, batteries, GMP électrique, équipements de charge, fournisseurs  de services de mobilité, sous-traitance formée...) ; un contexte environnemental mobilisateur : le Grenelle de l'environnement a produit un consensus sur l'urgence, l'ampleur et l'importance du besoin de traiter les impacts environnementaux du transport routier (premier secteur émetteur de GES en France) et de l'urbanisme ; des politiques publiques soutenant la recherche et l'innovation, avec un Plan véhicules décarbonés
Le succès dépendra selon le rapport français (page 89) : du soutien à la Recherche en faveur de technologies performantes, peu coûteuses et sûres ; du soutien pérenne (financier et juridique) de l'État et de l'Europe (Cf. besoin de standards européens dont d'interopérabilité) ; de la construction d'un réseau d’infrastructures de recharge et/ou de changement rapide et d’entretien de batteries ; d'un équilibre économiquement soutenable entre solutions « décarbonées » et thermiques ; d'une concurrence non prédatrice entre opérateurs nationaux (les ensembliers s'opposant aux équipementiers) ; d'une complémentarité entre solutions de type autopartage, etc et l'offre des constructeurs ; d'une évolution vers une économie de service ( « package « service + produit ») ; de programmes de formation des salariés les préparant à la mutation vers les métiers émergents des éco-industries
Quelques freins sont identifiés, dont par le rapport (pages 87 à 90), dont : la résistance au changement, de la part de l'industrie (modèle économique des constructeurs) et des usagers de l'automobile ; certains risques pour l'emploi (ex. : sous-traitance de la filière groupe motopropulseur thermique) dans un contexte ou la filière automobile devrait se restructurer (en se « décarbonant » éventuellement également) ; difficulté et coûts de construction d'une infrastructure nationale de recharge de batterie, avec codépendance à ce réseau s'il n'est pas fiable et alimenté de manière décentralisée ; risque après le tout-pétrole, d'une nouvelle dépendance au tout-électrique ; source de pertes fiscales importantes pour des états et collectivités (TIPP, bonus maxi) ; risques technologiques : d'importants progrès sur les batteries conditionnent le développement du véhicule électrique (Les constructeurs exigent à la fois l'amélioration des performances des batteries mais aussi une diminution de leur coût). De plus, certains leaders du secteur (asiatiques notamment) pourraient bénéficier de leur avance dans le domaine des batteries (Li-ion par exemple) pour prendre des parts de marché du secteur automobile actuel. Certains pays sont mal positionnés pour le Véhicule hybride rechargeable et l'hydrogène, dont la France. Les systèmes concurrentiels et de brevets pourraient découragent un travail collaboratif susceptible d'accélérer les progrès dans ce domaine, en particulier vers des alternatives peut-être plus performantes. Des effets rebonds inattendus restent possibles, par exemple des reports de pollution et d'impacts environnementaux sur les agrocarburants, l'augmentation des prix des matériaux nécessaires aux batteries et des pollutions associées en amont, à la suite de la raréfaction de minerais les plus purs, ou des manques locaux ou temporels d'électricité s'il y avait achat massif de véhicules électriques par les entreprises et l’administration, par exemple en Europe ou aux États-Unis, notamment en période de froid et de forte consommation électrique.

### Lois Grenelle
Les lois Grenelle encouragent ou préparent déjà : une norme pour le chargement à domicile de véhicules ; la pose de telles prises dans les immeubles neufs (bureaux et habitations) dès 2012 et dans les parkings et infrastructures publiques avant 2015 ; l'obligation pour la copropriété des immeubles bâtis de faciliter la présentation de devis d’équipement de recharge à l’assemblée des copropriétaires, avec « droit à la prise » pour les locataires ; une fiscalité adaptée (Taxe carbone) favoriserait les équipements de charge.

## Effets budgétaires à anticiper
Des investissements lourds sont appelés (par la Recherche, le bonus écologique, les incitations à l'achat de véhicules électriques ou hybrides et pour financer les infrastructures de charge de batteries). Mais d'ici 2030 la substitution progressive des moteurs thermique par des propulsions « décarbonées » ou par d'autres solutions « non polluantes » induira une perte de recettes fiscales de la TIPP d'environ cinq milliards d’euros par an (selon le scénario médian). Or la TIPP finance notamment les collectivités et, à travers ces dernières, la recherche de solutions propres, l'aménagement du territoire et l'entretien des routes, autoroutes, parkings, etc.). 
Le rapport 2009 du CGDD suggère donc une base industrielle apte à s'autofinancer et à générer des recettes fiscales nouvelles pour continuer à alimenter les budgets publics.